# Ángel Torres Sánchez
Ángel Torres Sánchez (Recas, Toledo, 7 de mayo de 1952) es un empresario industrial español, y actual presidente ejecutivo del Getafe Club de Fútbol.

## Biografía
Nació en una familia toledana, que emigró a Getafe cuando éste era menor de edad. Con 14 años entró como aprendiz en un taller de coches y más tarde trabajó en la fábrica de electrodomésticos de Kelvinator. Tras una huelga, Torres fue despedido por ser miembro del, por entonces clandestino, sindicato Comisiones Obreras y aprovechó el tiempo para cumplir el servicio militar obligatorio. Posteriormente, regresó a Madrid para trabajar en una manufacturera de Fuenlabrada. Su primer contacto con el fútbol fue como socio del Club Getafe Deportivo, que desapareció en 1983.
Torres hizo fortuna en los años 1980 como empresario de la construcción, a través de la cooperativa Nuevo Hogar que organizó junto a la asociación de vecinos de Getafe. La constructora edificó múltiples adosados en el barrio residencial Buenavista (Sector 3), en pleno aumento demográfico en las ciudades colindantes con Madrid. Más tarde, Torres vendió su participación en la cooperativa e invirtió en la compra de discotecas, bares, bingos y otros negocios asentados en la localidad.
En 2002, el alcalde de Getafe, Pedro Castro, convenció a Torres para que comprara el Getafe Club de Fútbol, que entonces atravesaba una difícil situación deportiva y económica. En tres temporadas, el empresario consiguió su ascenso a Primera División en la temporada 2003-04, por primera vez en la historia del club. En su etapa como mandatario, el Getafe C. F. llegó a jugar competiciones europeas como la Copa de la UEFA, y fue finalista de la Copa del Rey en 2007 y 2008.
El 21 de abril de 2011, anunció la venta del equipo madrileño a un consorcio presuntamente ubicado en Dubái (Emiratos Árabes Unidos), Royal Emirates Group, por cerca de 90 millones de euros. El 27 de junio de 2012 se hace público que una supuesta trama de estafadores encabezada por el empresario español Joan Batalla Juanola había sido detenido el 19 de junio por la policía catalana. Este empresario había sido inicialmente el interlocutor entre Royal Emirates Group y el Getafe C.F. Parte de la prensa deportiva interpretó que Royal Emirates Group formaba parte de la trama confundiendo a la empresa dubaití con falsos jeques y estafadores. El día 28 de junio de 2012 Royal Emirates Group comunica que emprenderá acciones legales por estos hechos.

## Distinciones
- Premio ALCI AWARDS 2017.[11]
- Premio Torneo de Fútbol Cadete Vicente del Bosque (3): 2021,[12] 2024[13] y 2025.[14]